# Kinyírni a világot
A Kinyírni a világot (eredeti cím: Boy Kills World) 2023-as német–dél-afrikai–amerikai disztópikus akcióvígjáték, amelyet elsőfilmes rendezőként Moritz Mohr rendezett. A forgatókönyvet Tyler Burton Smith és Arend Remmers írta, Remmers és Mohr története alapján. A főbb szerepekben Bill Skarsgård, Jessica Rothe, Michelle Dockery, Brett Gelman, Isaiah Mustafa, Yayan Ruhian, Andrew Koji, Sharlto Copley és Famke Janssen látható.
Világpremierje a 2023-as Torontói Nemzetközi Filmfesztiválon volt, az Egyesült Államokban 2024. április 26-án, Magyarországon 2024. június 20-án mutatják be a mozikban.

## Cselekmény
Egy disztópikus jövőben a világot Hilda van der Koy diktátor uralja. A nő hagyományt teremtett, a politikailag lázadó polgárokat minden évben élő televíziós adásban végzi ki a "Selejtező" nevű eseményen.
Az egyik évben egy anyát és annak Mina nevű lányát ítélik halálra. Az anya másik gyermeke életben marad, de Hilda van der Koy emberei kivágják a nyelvét és megsiketítik. Egy sámán ekkor a szárnyai alá veszi a siketnéma árvát, és egyszerűen csak Fiúnak nevezi el. A dzsungelben neveli fel és mentorként harcművészeti kiképzést nyújt neki.
Évekkel később a harci gépezetté kiképzett Fiúból fiatal férfi lesz, aki előtt egyetlen cél lebeg: végezni Hilda van der Koyjal. A közelgő éves selejtező miatt mester és tanítványa együtt utaznak a városba. A Fiú csatlakozik két férfihoz, Bashóhoz és Bennie-hez, akik az éves selejtezők elleni ellenálláshoz tartoznak. Együtt megfogadják az egész létesítményt megsemmisítését, még akkor is, ha ez a saját életükbe kerül. A Fiú soha nem felejti el a családja meggyilkolását, hiszen szemtanúja volt annak, és azóta is kommunikál halott húga szellemével.
Ahhoz, hogy elkapja Hilda van der Koy-t, a Fiúnak ki kell iktatnia a diktátor egy egész seregnyi emberét, köztük June 27-et, Hilda testvéreit, Gideont és Melanie-t, valamint a férjét, Glent.

## Szereplők
| Szerep                | Színész                                       | Magyar hang       |
| --------------------- | --------------------------------------------- | ----------------- |
| Fiú                   | Bill Skarsgård                                | nem szólal meg    |
| Fiú                   | Cameron Crovetti Nicholas Crovetti (fiatalon) | Felvégi Bendegúz  |
| Fiú (belső hangja)    | H. Jon Benjamin                               | Bognár Tamás      |
| June 27               | Jessica Rothe                                 | Csuha Bori        |
| Melanie Van Der Koy   | Michelle Dockery                              | Járó Zsuzsa       |
| Gideon Van Der Koy    | Brett Gelman                                  | Pál András        |
| Benny                 | Isaiah Mustafa                                | Tokaji Csaba      |
| Basho (Pancsó)        | Andrew Koji                                   | Jászberényi Gábor |
| Hilda Van Der Koy     | Famke Janssen                                 | Fehér Anna        |
| Glen Van Der Koy      | Sharlto Copley                                | Kálid Artúr       |
| Sámán, a Fiú mentora  | Yayan Ruhian                                  | nem szólal meg    |
| Sámán (hangja)        | François Chau                                 | Koncz István      |
| Beatrice Van Der Koy  | Dorothy Ann Gould                             | Horváth Zsuzsa    |
| Mina                  | Quinn Copeland                                | Noé Zoé           |
| Anna, a virágáruslány | Jane de Wet                                   | Horváth Alexandra |
| Dühös járókelő        | Frances Sholto-Douglas                        | Lapis Erika       |

### Magyar változat
- Főcím: Gacsal Ádám
- Magyar szöveg: Szentmihályi Hunor
- Hangmérnök: Jacsó Bence
- Vágó: Sári-Szemerédi Gabriella
- Gyártásvezető: Gelencsér Adrienne
- Szinkronrendező: Bercsényi Péter
- Produkciós vezető: Kónya Andrea

A szinkront a Mafilm Audio Kft. készítette el.

## A film készítése
A rendező és forgatókönyvíró Moritz Mohr a Kinyírni a világot című filmet egy rövidfilmmel és egy elővizualizációs felvétellel együtt Sam Raimi és Roy Lee, a Raimi Productions, illetve a Vertigo Entertainment munkatársai elé vitte, akiket lenyűgözött a dolog, majd az Nthibah Pictures és a Hammerstone Studios mellett beleegyeztek a készítésbe. Az Orion Pictures kezdetben részt vett a munkában, de a COVID-19 világjárványt követően kiszállt.
A filmet 2021. október 7-én jelentették be, Bill Skarsgård, Samara Weaving és Yayan Ruhian csatlakozott a szereplőgárdához. Simon Swart, az Nthibah vezérigazgatója egy nyilatkozatban azt mondta, hogy a film "a valós témákat egy olyan stilizált megjelenéssel kombinálja, amely friss, vagány és eredeti, a képregények legjobb alkotásaiból kölcsönözve". 2021. október 28-án Isaiah Mustafa csatlakozott a stábhoz. 2022 januárjában Andrew Koji csatlakozott a filmhez, és Jessica Rothe váltotta Samara Weavinget, aki ütemezési problémák miatt kiszállt a projektből. 2022 márciusában megerősítették, hogy Famke Janssen, Brett Gelman, Sharlto Copley, Quinn Copeland, a Crovetti-ikrek: Cameron és Nicholas Crovetti és Michelle Dockery is szerepelni fognak a filmben.
A forgatás 2022. február 14-én kezdődött a dél-afrikai Fokvárosban.
2023 augusztusában bejelentették, hogy Ludvig Forssell svéd zeneszerző szerezi a film zenéjét.

## Bemutató
Világpremierje a 2023-as Torontói Nemzetközi Filmfesztiválon volt 2023. szeptember 9-én.
2024 januárjában a Lionsgate Films és a Roadside Attractions megvásárolta a film amerikai forgalmazási jogait, és 2024. április 26-ra tűzte ki a mozibemutatót.